# Axxis
Axxis — метал-группа из Германии, исполняющая музыку в стиле пауэр-метал, образованная в 1988 году. Первый дебютный альбом Kingdom of the Night был выпущен в феврале 1989 года.
Немецкая команда «Axxis», исповедующая мелодик-метал образовалась в конце 80-х годов. Первое выступление в России в 2019 году на фестивале Big Gun.

## Дискография
- Kingdom of the Night (1989)
- Axxis II (1990)
- The Big Thrill (1993)
- Matters of Survival (1995)
- Voodoo Vibes (1997)
- Back to the Kingdom (2000)
- Eyes of Darkness (2001)
- Time Machine (2004)
- Paradise in Flames (2006)
- Doom of Destiny (2007)
- Utopia (2009)
- reDISCOvered (2012)
- Kingdom of the Night II (2014)
- Retrolution (2017)
- Monster Hero (2018)
- Coming Home (2024)

## Состав группы
- Бернхард Вайсс — вокал
- Гарри Оллерс — клавиши, синтезатор
- Роб Шомакер — бас-гитара
- Дирк Бранд — гитара
- Штефан Вебер — ударные

### Бывшие участники
- Гвидо Вемейер — гитара (1998—2006)
- Вернер Кляйханс — бас-гитара (1988—1993)
- Вальтер Питш — гитара (1988—1998)
- Маркус Гфеллер — бас-гитара (1993—1998)
- Ричард Михальски — ударные (1988—2004)
- Куно Нимейер — бас-гитара (1998—2004)
- Андре Хильгерс — ударные (2004—2008)
- Марко Вридт — гитара (2007—2015)
- Алекс Ланденбург — ударные (2008—2011)